# Campionat d'Europa de natació en piscina curta
El Campionat d'Europa de natació en piscina curta és un campionat anual organitzat per la LEN. Les proves reuneixen a nedadors de tot Europa per nadar proves en piscina de 25 metres. Tradicionalment s'ha celebrat a inicis de desembre.
Els campionats com a tal van començar-se a disputar l'any 1996, encara que entre el 1991 i el 1994 es va celebrar el Campionat Europeu de Natació Sprint, on només incloia proves de 50 m, 100 m estils i el relleus de 4x50. Des del 1996 es va ampliar el programa, incloent la resta de proves i va donar lloc als campionats actuals. Actualment es disputen 40 proves, 34 individuals (17 per a cada gènere), 2 relleus masculins, 2 relleus femenins i 2 relleus mixtes.

## Edicions

### Campionat Europeu de Natació Sprint
| Any  | Ciutat amfitriona | País           | Data             | Primer en el medaller | Segon en el medaller | Tercer en el medaller |
| ---- | ----------------- | -------------- | ---------------- | --------------------- | -------------------- | --------------------- |
| 1991 | Gelsenkirchen     | Germany        | 6 a 8 Desembre   | Alemanya              | USSR                 | Suècia                |
| 1992 | Espoo             | Finland        | 21 a 22 Desembre | Alemanya              | Suècia               | Finlàndia             |
| 1993 | Gateshead         | United Kingdom | 11 a 13 Novembre | Alemanya              | Suècia               | Great Britain         |
| 1994 | Stavanger         | Norway         | 3 a 4 Desembre   | Alemanya              | Suècia               | Països Baixos         |

### Campionat d'Europa de natació en piscina curta
| Any  | Ciutat amfitriona | País           | Data             | Primer en el medaller | Segon en el medaller | Tercer en el medaller |
| ---- | ----------------- | -------------- | ---------------- | --------------------- | -------------------- | --------------------- |
| 1996 | Rostock           | Germany        | 13 a 15 Desembre | Alemanya              | Great Britain        | Països Baixos         |
| 1998 | Sheffield         | United Kingdom | 11 a 13 Desembre | Alemanya              | Great Britain        | Països Baixos         |
| 1999 | Lisboa            | Portugal       | 9 a 12 Desembre  | Suècia                | Alemanya             | Ucraïna               |
| 2000 | València          | País Valencià  | 14 a 17 Desembre | Suècia                | Itàlia               | Alemanya              |
| 2001 | Antwerpen         | Belgium        | 13 a 16 Desembre | Alemanya              | Suècia               | Ucraïna               |
| 2002 | Riesa             | Germany        | 12 a 15 Desembre | Alemanya              | Itàlia               | Suècia                |
| 2003 | Dublin            | Ireland        | 11 a 14 Desembre | Alemanya              | Great Britain        | Països Baixos         |
| 2004 | Viena             | Austria        | 9 a 12 Desembre  | Alemanya              | Rússia               | Great Britain         |
| 2005 | Trieste           | Italy          | 8 a 11 Desembre  | Alemanya              | Polònia              | Països Baixos         |
| 2006 | Hèlsinki          | Finland        | 7 a 10 Desembre  | Alemanya              | França               | Itàlia                |
| 2007 | Debrecen          | Hungary        | 13 a 16 Desembre | Alemanya              | Rússia               | França                |
| 2008 | Rijeka            | Croatia        | 11 a 14 Desembre | Rússia                | França               | Itàlia                |
| 2009 | Istanbul          | Turkey         | 10 a 13 Desembre | Països Baixos         | Rússia               | França                |
| 2010 | Eindhoven         | Netherlands    | 25 a 28 Novembre | Alemanya              | Països Baixos        | Hongria               |
| 2011 | Szczecin          | Poland         | 8 a 11 Desembre  | Alemanya              | Dinamarca            | Espanya               |
| 2012 | Chartres          | France         | 22 a 25 Novembre | França                | Dinamarca            | Hongria               |
| 2013 | Herning           | Denmark        | 12 a 15 Desembre | Rússia                | Hongria              | Dinamarca             |
| 2015 | Netanya           | Israel         | 2 a 6 Desembre   | TBD                   | TBD                  | TBD                   |

## Medaller (1991-2013)
| Posició | País                        | Or  | Plata | Bronze | Total |
| 1       | Alemanya                    | 133 | 126   | 107    | 366   |
| 2       | Suècia                      | 71  | 59    | 40     | 170   |
| 3       | Rússia                      | 64  | 59    | 63     | 186   |
| 4       | Països Baixos               | 64  | 40    | 35     | 139   |
| 5       | Itàlia                      | 49  | 50    | 56     | 155   |
| 6       | França                      | 46  | 36    | 38     | 120   |
| 7       | Hongria                     | 42  | 29    | 24     | 95    |
| 8       | Regne Unit                  | 38  | 59    | 72     | 169   |
| 9       | Ucraïna                     | 37  | 29    | 28     | 94    |
| 10      | Polònia                     | 28  | 24    | 20     | 72    |
| 11      | Dinamarca                   | 21  | 32    | 26     | 79    |
| 12      | Espanya                     | 19  | 25    | 24     | 68    |
| 13      | Eslovàquia                  | 19  | 7     | 7      | 33    |
| 14      | Eslovènia                   | 17  | 17    | 22     | 56    |
| 15      | Finlàndia                   | 13  | 11    | 15     | 39    |
| 16      | Croàcia                     | 12  | 15    | 11     | 38    |
| 17      | Àustria                     | 11  | 16    | 13     | 40    |
| 18      | Txèquia                     | 11  | 14    | 19     | 44    |
| 19      | Sèrbia/ Sèrbia i Montenegro | 6   | 4     | 3      | 13    |
| 20      | Islàndia                    | 6   | 2     | 2      | 10    |
| 21      | Belarús                     | 4   | 6     | 18     | 28    |
| 22      | Suïssa                      | 4   | 6     | 8      | 18    |
| 23      | Noruega                     | 3   | 7     | 11     | 21    |
| 24      | Unió Soviètica              | 3   | 2     | 2      | 7     |
| 25      | Lituània                    | 2   | 8     | 6      | 16    |
| 26      | Bèlgica                     | 2   | 3     | 6      | 11    |
| 27      | Bulgària                    | 1   | 0     | 3      | 4     |
| 28      | Estònia                     | 0   | 6     | 6      | 12    |
| 29      | Israel                      | 0   | 3     | 10     | 13    |
| 30      | Romania                     | 0   | 3     | 5      | 8     |
| 31      | Grècia                      | 0   | 1     | 5      | 6     |
| 31      | Irlanda                     | 0   | 1     | 5      | 6     |
| 33      | Portugal                    | 0   | 1     | 2      | 3     |
| 34      | Illes Fèroe                 | 0   | 1     | 0      | 1     |
| 34      | Turquia                     | 0   | 1     | 0      | 1     |
| Total   | Total                       | 726 | 703   | 712    | 2140  |